# 加賀伝蔵
加賀 伝蔵（かが でんぞう、文化元年〈1804年〉 - 明治7年〈1874年〉）は江戸時代から明治時代にかけて活躍したアイヌ語通辞。

## 生涯
文化元年（1804年）、加賀家初代徳兵衛の次男として羽後八森に生まれる。徳兵衛（-1835）は加賀出身で、蝦夷地を目指し船出したが時化にあって八森に漂着、宮崎長八に助けられる。その娘と結婚して八森に住み、再び蝦夷地を目指した。出身国名より加賀姓を名乗ったという。二代鉄蔵（1792-1880）は徳兵衛の長男であり、根室場所の支配人代、通辞などを務め、万延元年頃まで蝦夷地で務めたと見られる。
伝蔵は文政元年（1818年）に蝦夷地へ行き、クスリ場所（現在の釧路市）で飯炊き、蔵回り、帳場手伝いとして働く。その後、仙鳳趾番屋守、尺別止宿守を経て、文政10年（1827年）に釧路場所会所仮帳役となる。天保年間に根室場所に移り、野付に住んで通辞として活動する。「我、蝦夷全州墾闢の祖とならん」と語り、地力の良くない野付の土地に湾内の近辺から土を運び、畑を開いた。また、松浦武四郎とも親交があり、土地に詳しいアイヌの紹介を依頼されたり、書簡や著作を送られたりしていた。その中には鮭の筋子を送るよう懇願しているものもある。武四郎による場所三役への五段階評価とも言うべき一覧において伝蔵は数少ない「上」の部に位置付けられ、場所三役の中で唯一武四郎が江戸に戻った後も交流が続いていることから、互いに信頼関係があったと思われる。万延元年（1860年）には標津場所大通辞の称号が与えられる。1859年からは西別から紋別までが会津藩領となり、南摩綱紀が標津代官となった文久2年（1862年）には伝蔵も支配人に取り立てられる。伝蔵は南摩の命を受け、和人の子弟が使っていた教書をアイヌ語訳している。その後開拓使時代まで勤務し、明治7年（1874年）に故郷の八森で死去。
長男の四代常蔵（1833-1914）も根室場所で勤務、常蔵の次男であった五代恒吉（1859-1924）は秋田県八森で農業を営んだ。恒吉の四男の六代康三（1905-1985）、康三の長男七代實留男（1930-）はともに秋田県で勤務した。
伝蔵は「加賀家文書」のほとんどの部分を書き残したと言われている。この文書はほぼ全てが野付や標津で書かれたと考えられ、アイヌ語根室方言の数少ない資料である。語彙集、地名解、地図、写本、口承文芸、申渡、書簡、教訓書、和人の民間伝承、和人の口説節や和歌のアイヌ語訳などからなり、多くにアイヌ語と和文が併記されている。また、加賀家には当時のアイヌ民族資料、生活資料も保存されていた。